# 毛枝垫柳
毛枝垫柳（学名：Salix hirticaulis）是杨柳科柳属的植物，是中国的特有植物。分布在中国大陆的云南等地，生长于海拔3,500米的地区，一般生长在裸露的岩石缝上，目前尚未由人工引种栽培。